# ميخائيل بيرن (لاعب كرة قدم)
ميخائيل بيرن (بالإنجليزية: Michael Byrne)‏ (1880 ببرستل في المملكة المتحدة - ) هو لاعب كرة قدم بريطاني (وحمل سابقاً جنسية المملكة المتحدة لبريطانيا العظمى وأيرلندا) في مركز حراسة المرمى. لعب مع تشيلسي ونادي بريستول روفيرز ونادي ساوثهامبتون وGlossop North End A.F.C. ‏.